# Gold and the Woman
Gold and the Woman es una película muda de 1916 dirigida por James Vincent y protagonizada por Theda Bara. Entre otros intérpretes, también se encontraba Alma Hanlon.

## Trama
Hester Gray, descendiente de Dugald Chandos, uno de los primeros colonos, hereda los miles de acres robados a los indios. La chica quiere casarse con Lee Duskara, el tataranieto del viejo jefe Duskara, y así restituir al menos la mitad de los terrenos a su legítimo propietario. El tutor de Hester, el coronel Ernest Dent, cae bajo las garras de una aventurera mexicana, una tal Juliet de Cordova que lo convence para casarse con su pupila y así tomar posesión de las tierras, que deberán ser puestas a nombre de Juliet.
Dent obliga a Hester al matrimonio mientras continúa viéndose con Juliet. Cuando Hester descubre su traición y de cómo ha sido engañada, intenta suicidarse. Es salvada por Lee y, después de la muerte de Dent, muerto por una vida disipada, se casa con él, que entretanto, ha logrado obtener la propiedad de la tierra del tribunal al cual se ha dirigido.

## Producción
La película fue producida por la Fox Film Corporation con el título provisional de Retribution.

## Distribución
El copyright de la película, requerido por William Fox, fue registrado el 12 de marzo de 1915 con el número LP7811.
Distribuido por la Fox Film Corporation, la película se estrenó en las salas cinematográficas estadounidenses el 13 de marzo de 1916.
La película está presumiblemente perdida.